# Ngiri-Ngiri
Pour les articles homonymes, voir Ngiri.

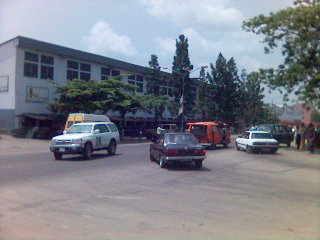
Avenue Kasa-Vubu, avec l’UPAK de Ngiri-Ngiri.

Ngiri-Ngiri est une commune du sud de la ville de Kinshasa en république démocratique du Congosituée dans la zone des collines au sud de la cité entre kalamu et Kasa-Vubu.

## Géographie
Ngiri-Ngiri est limitée au nord par l’avenue Kasa-Vubu qui fait frontière avec la commune du même nom, à l’Est par l'avenue Elengesa qui fait frontière avec la commune de Kalamu. A l’ouest l’avenue Libération la sépare de la commune de Bandalungwa, au sud l’avenue Kwilu la sépare de Bumbu.
|             | Kasa-Vubu   |        |
| Bandalungwa | Ngiri-Ngiri | Kalamu |
|             | Bumbu       |        |

## Histoire
Créée en 1957, elle est une des treize communes de Léopoldville lors de l'indépendance du pays. La commune de Ngiri ngiri est la plus petite Commune de Kinshasa et depuis la nuit de temps, elle se développe en infrastructures.

## Administration
La commune est administrée par un bourgmestre.
- Gaston Diomi Ndongala (1957-1959)
- Samuel Malula Kyomba
- Jean Onema Wembo
- Ernestine Mujinga
- MUAMBA TSHIENANDUKU Edouard

| \| Les 4 districts et les 24 communes de Kinshasa \| \| v · d · m \| |                    |           |
| District de la Lukunga District de la Funa District du Mont-Amba District de la Tshangu Brazzaville Fleuve Congo Pool Malebo M’Bamou Baie de Ngaliema Gombe Barumbu Kin. Ling. K.-V. Ng.-Ng. Kal. Banda- lungwa Kintambo Ngaliema Selembao Bumbu Makala Ngaba Lemba Limete Matete Kisenso Masina Ndjili Kimbanseke Nsele Mont-Ngafula Nsele Maluku |                    |           |
| abréviations : Kinshasa (Kin.), Kasa-Vubu (K.-V.), Lingwala (Ling.), Ngiri-Ngiri (Ng.-Ng.) |                    |           |
| Les 4 districts et les 24 communes de Kinshasa | Blason de Kinshasa | v · d · m |

## Quartiers
La commune est subdivisée en 8 quartiers : 24 novembre, Saïo, Petit-Petit, Assossa, Diangenda, Diomi, Karthoum, kolosala;
mingandi;

## Démographie
| 1967   | 1970   | 1984   | 2003    | 2004    |
| ------ | ------ | ------ | ------- | ------- |
| 50 930 | 64 272 | 82 303 | 169 087 | 174 843 |

## Cultes
La commune compte plusieurs lieux de cultes, Saint Pie X, Sainte Agathe, Eglise Kimbanguiste Niangara, Eglise Kimbanguiste Monkoto, Armée du Salut, Eglise Baptiste du fleuve Congo, 23e Communauté Evangélique du Congo, mosquée, FEPACO Nzambe Malamu, Armée de victoire Mission Mondiale, Eglise Berée Églises parole de l'éternel  Eglise Maison d'Adoration et de Grace MAG.

## Santé
La commune est dotée de structures de santé :
- Centre hospitalier d’Etat de Ngiri-Ngiri
- Centre hospitalier Bolingo
- Centre hospitalier Fidji
- Polyclinique de Ngiri-Ngiri
- Centre médical La Rose
- Centre médical Nsaka
- Tatete Vein Center Medical, Avenue Kenge 77, Q/Diomi

La zone de santé de santé de Ngiri-Ngiri contient 9 aires de santé
- Assossa
- Diangenda
- Diomi
- Elengasa
- Kartoom
- 24 Novembre
- Petitpetit
- Saio 1
- Saio 2

## Éducation

### Primaire
- Ecole primaire moderne de Chinois

### Lycées et collèges
- Collège Abbé Loya 1
- Lycée catholique Movenda
- Collège Saint Pie X
- Complexe Scolaire Sainte Agathe
- Collège ange Raphaël

### Instituts
- IPNN : Institut Pédagogique
- ILTN : Institut Littéraire
- Institut Technique de Ngiri-Ngiri social (ITS- Ngiri-ngiri)
- Institut Commercial de Ngiri-Ngiri

## Économie

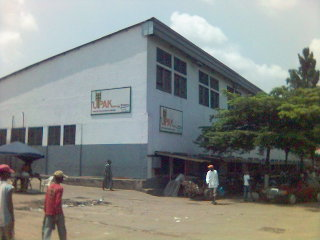
Usine UPAK à Ngiri-ngiri

- Usine de panification de Kinshasa